# Гаврилова, Марина Александровна
Марина Александровна Гаврилова (23 июня 1949 — 22 апреля 2014, Санкт-Петербург, Российская Федерация) — советская и российская театральная актриса, заслуженная артистка России.

## Биография
В 1971 г. окончила Ленинградский государственный институт театра, музыки и кинематографии по курсу Рафаила Сусловича. В 1972 г. была принята в Ленинградский академический театр драмы им. А. С. Пушкина (Александринский театр).
На рубеже 1990—2000-х гг. она ставила свои пьесы «Обманы» (1997), «Три сестры и дядя Ваня. Бенефис для артисток ненужного возраста» (2001), собственную инсценировку романа Сомерсета Моэма «Театр» (1998), а в Царском фойе — композицию «Неизвестный» (2004) по лермонтовскому «Маскараду». Валерий Фокин в первом своём александринском спектакле «Ревизор» (2002) занял Марину Гаврилову не только как актрису, но и пригласил к работе в качестве своего ассистента.

## Театральные работы
Дипломные спектакли:
- Надежда — А. Володин «Фабричная девчонка»;
- Тереса — А. Володин «Дульсинея Тобосская».

Александринский театр:
- Иренка и Гостья — «Час пик» Е. Ставинского, 1973;
- Жена и Нина — «Справедливость — мое ремесло» Л. Жуховицкого, 1973;
- Музыкант — «Много шуму из ничего» В. Шекспира, 1973;
- Клава и Аля Козлова — «Из жизни деловой женщины» А. Гребнева, 1973;
- Консуэло — «Жизнь Сент-Экзюпери» Л. Малюгина, 1973;
- Виктория — «Ночью, без звезд» А. Штейна, 1973;
- Наталья — «Васса Железнова» М. Горького, 1973;
- Нинетта — «Зеленая птичка» К. Гоцци, 1978;
- Агния — «Унтиловск» Л. М. Леонова, режиссёр Н. Шейко, 1978;
- Жанна — «Московские каникулы», 1980;
- Маша — «Ивушка неплакучая» М. Алексеева, 1982;
- Вера — «Живи и помни» В. Распутина, 1982;
- Тереза — «Отец Горио» О. де Бальзака, 1982;
- Регина — «Привидения» Г. Ибсена, 1985;
- Миррина — «Лисистрата» Аристофана, режиссёр Владимир Голуб, 1989;
- сваха Устинья Наумовна — А. Н. Островский «Свои люди — сочтемся!», режиссёр Владимир Голуб, 1990;
- Маша — «Три сестры и дядя Ваня», 2001;
- Веца — «Отголосок» Г. Костера, режиссёр И. Селин, 2001;
- Хеновева — «Деревья умирают стоя» А. Касона, режиссёр Владимир Голуб, 2002;
- Ляпкина-Тяпкина — «Ревизор» Н. В. Гоголя, режиссёр Валерий Фокин, 2002;
- «Ксения. История любви» В. Леванова, режиссёр Валерий Фокин, 2009.

Режиссёрские работы, осуществленные на малой сцене Александринского театра:
- спектакль по мотивам романа Сомерсета Моэма «Театр» (1998),
- собственные оригинальные пьесы «Обманы» (1997), «Три сестры и дядя Ваня» (2001), «Неизвестный» (по «Маскараду» М. Ю. Лермонтова).

Режиссёрские работы в других театрах:
- «Звёзды немого кино» («Приют комедианта» и Русский драматический театр, Бишкек),
- «Мы из Одессы, здрасьте!» (Театр музыкальной комедии),
- «Золушка в Венеции», «Веселый остров времен Екатерины», «Яблочная леди», «Новороусское чадо», «Театр Джулии» (Мюзик-Холл) и др.

## Награды и звания
Заслуженная артистка России (2008).